# Linyphia orophila
Linyphia orophila is een spinnensoort in de taxonomische indeling van de hangmatspinnen (Linyphiidae).
Het dier behoort tot het geslacht Linyphia. De wetenschappelijke naam van de soort werd voor het eerst geldig gepubliceerd in 1877 door Tord Tamerlan Teodor Thorell.